# Anthela rosea
Anthela rosea is een vlinder uit de familie van de Anthelidae. De wetenschappelijke naam van de soort is voor het eerst geldig gepubliceerd in 1891 door Thomas Pennington Lucas.